# Сулпан
Сулпа́н (рос. Сулпан, башк. Сулпан) — присілок у складі Альшеєвського району Башкортостану, Росія. Входить до складу Кизильської сільської ради.
До 10 вересня 2007 року присілок називався 1-го отділення Кизильського совхоза.
Населення — 117 осіб (2010; 144 в 2002).
Національний склад:
- башкири — 46 %
- росіяни — 44 %